# Исаенко, Владимир Николаевич
Владимир Николаевич Исаенко (род. 16 апреля 1954, Немешаево) — украинский ученый-эколог. Доктор биологических наук, профессор. Академик АН ВШ Украины с 2007 г.. С 2018 года по 21 октября 2020 занимал должность ректора Национального авиационного университета.
Лауреат антипремии «Академическое недостоинство» в номинации «Токсичный ректор 2019».

## Биография
Родился в г. Немешаево Киевской обл.
В 1976 году окончил факультет технологии бродильных производств Киевского технологического института пищевой промышленности. В 1976—1977 годах работал инженером Ичнянского спиртового завода.
В 1977—1978 годах служил в армии.
С 1979 года работал в Киевском технологическом институте пищевой промышленности: старший инженер кафедры биотехнологии продуктов брожения (1979—1981), аспирант (1981—1984), младший научный сотрудник кафедры биотехнологии продуктов брожения (1984—1985), старший научный сотрудник этой кафедры (1986—1987).
В 1985 г. защитил диссертацию «Разработка способов повышения ферментативной активности суспензии солода и ферментных препаратов в спиртовом производстве» на соискание ученой степени кандидата технических наук по специальности «технология бродильных производств».
С 1987 году работал в МВССО УССР (с 1992 г.. — в Минобразования Украины) инспектором Главного управления высшего образования (1987—1988), главным специалистом этого управления (1989—1992), главным специалистом Главного управления аккредитации (1992—1993), начальником отдела этого управления (1993—1995), заместителем начальника главного управления лицензирования и аккредитации (1995—1998).
В 1988—1998 годах по совместительству — доцент кафедры биотехнологии продуктов брожения Киевского технологического института пищевой промышленности (с 2003 г.. — Национальный университет пищевых технологий), в 1998—2000 годах — докторант этого университета.
С 2001 года — заведующий кафедрой экологии Национального авиационного университета, с 2003 года — декан факультета экологической безопасности, с 2006 года — директор Института городского хозяйства.
С 2008 г. работал в должности директора Института переподготовки и повышения квалификации Национального педагогического университета им. М. П. Драгоманова. Защитил диссертацию «Биологически активные вещества антипаразитарной действия в агроэкосистемах» на соискание ученой степени доктора биологических наук по специальности «Экология» (2004). Профессор по кафедре экологии (2005).
С августа 2016 — исполняющий обязанности ректора Национального авиационного университета.
На выборах ректора Национального авиационного университета, состоявшихся 14 марта 2018 году, одержал победу, получив 51,3 % голосов избирателей.
Приказом МОН, от 7 октября 2020 года, Исаенко освобожден от должности ректора НАУ. Решение было принято по результатам заседания кадровой комиссии, а также дисциплинарных взысканий, применённых к Исаенко. Кроме того, против него было возбуждено уголовное дело по обвинению в мошенничестве.

## Научная деятельность
Научные исследования связаны с биотехнологиями биологически активных веществ, утилизацией промышленных отходов, мониторингом и ремедиацией почв, загрязненных пестицидами, экологическим аудитом.
Автор более 160 научных работ, в том числе 3 учебников, 9 учебных пособий, 2 словарей, 3 справочников, 10 авторских свидетельств и патентов. Участник более 40 международных и региональных научных конференций.
Член президиума научно-методической комиссии МОН Украины по направлению «экология», член учёного совета Национального авиационного университета, председатель диссертационного совета по специальности «экологическая безопасность» в НАУ и член ещё двух спецсоветов по защите докторских диссертаций.
Награждён знаком «Отличник образования Украины» (1996) и знаком «Петр Могила» (2007).